# Burn It Down
„Burn It Down“ je píseň americké rockové skupiny Linkin Park. Píseň byla vydána 16. dubna 2012. Jedná se o hlavní singl a třetí skladbu z jejich pátého studiového alba Living Things. Píseň napsala skupina a produkovali ji spoluzpěvák Mike Shinoda a Rick Rubin.

## Videoklip
Videoklip režíroval Joe Hahn. Natáčení videoklipu začalo 28. března 2012. Oficiální lyric video bylo zveřejněno 15. dubna. Premiéra videoklipu proběhla 24. května 2012.

## Seznam skladeb
| Pořadí | Název          | Délka |
| ------ | -------------- | ----- |
| 1.     | "Burn It Down" | 3:51  |

## Obsazení

### Linkin Park
- Chester Bennington – zpěv
- Mike Shinoda – rap, klávesy
- Brad Delson – kytara, syntezátor
- Dave „Phoenix“ Farrell – basová kytara, doprovodné vokály
- Joe Hahn – syntezátory, samply
- Rob Bourdon – bicí